# Björntjärnen (Undersåkers socken, Jämtland)
Björntjärnen är en sjö i Åre kommun i Jämtland och ingår i Indalsälvens huvudavrinningsområde.